# Дитер фон Геминген (1398 – 1478)
Дитер/Дитер VI фон Геминген (на немски: Diether von Gemmingen/Diether VI; * 1398; † 26 януари 1478) е благородник от стария алемански рицарски род Геминген в Крайхгау в Баден-Вюртемберг от „линията Щайнег на фрайхерен фон Геминген“.
Той е син на Дитер V фон Геминген († пр. 1428) и съпругата му Анна фон Зелбах, дъщеря на
Ханс фон Зелбах и Анна фон Щайнбах. Внук е на Дитрих IV фон Геминген († 3 март 1414) и първата му съпруга Елз фон Заксенхайм († ок. 1389). Правнук е на Дитрих II фон Геминген „Стари“ († ок. 1374) и Елизабет фон Мауер († 14 февруари 1354). Потомък е на Албрехт фон Геминген († пр. 1283) и Гертруд фон Найперг.

## Фамилия
Дитер фон Геминген се жени 1422 г. за Агнес фон Зикинген († 1 януари 1475), дъщеря на Хайнрих фон Зикинген († 1416/1417) и Агнес Крайс фон Линденфелс († сл. 1427). Те имат 14 деца, между тях:
- Агнес, монахиня в Пфорцхайм
- Маргарета, монахиня във Фрауеналб
- Анна († 1511), до 1468 г. духовничка, омъжена за Фолтцен фон Вайтинген
- Кристоф († 1480 или 1510), каноник в Майнц, пастор в Хаймсхайм
- Ото († 1517), женен I. за Урсула Шпетхин († 1490), II. за Агнес фон Гюлтлинген и има с нея 8 дъщери
- Бернхард (* 1448; † 16 септември 1518, Тифенброн), женен за Анна Трушсес фон Бихисхаузен († 11 май 1510, Тифенброн), дъщеря на Йохан Трушсес фон Бихисхаузен и Барбара фон Хайлфинге; имат два сина и две дъщери